# Eburia dejeani
Eburia dejeani är en skalbaggsart som beskrevs av Charles Joseph Gahan 1895. Eburia dejeani ingår i släktet Eburia och familjen långhorningar.
Artens utbredningsområde är:
- Guadeloupe.
- Martinique.

Inga underarter finns listade i Catalogue of Life.